# Gniezno
Gniezno (en allemand : Gnesen ; en latin : Gnesna ; anciennement en français : Gnèsne) est une ville d'environ 70 000 habitants située dans le Centre-Ouest de la Pologne, à une cinquantaine de kilomètres au nord-est de Poznań. Étant l'une des premières places fortes de la dynastie des Piast, Gniezno devient la première capitale de la Pologne au Xe siècle, et est resté tout au long de l'histoire du pays une ville de premier plan. Premier archevêché polonais (fondé en l’an mil), ce chef-lieu de district (powiat) fait partie de la voïvodie de Grande-Pologne.

## Géographie
La ville de Gniezno est située dans l'ouest de la voïvodie de Grande-Pologne, à environ 10 km de la limite avec la voïvodie de Couïavie-Poméranie, et à 46 km à vol d'oiseau à l'est de Poznań, chef-lieu de la voïvodie. Gniezno est situé dans la plaine d'Europe du Nord, plus précisément dans la plaine méridionale de Grande-Pologne (pl).
| - OpenStreetMap. Limites de la ville. |

## La légende de Lech, Czech et Rus
D’après la légende, trois frères (Lech, Czech et Rus), cherchant un endroit pour s’établir, ont pénétré dans ce territoire sauvage. Tout à coup, ils ont vu une colline avec un vieux chêne et un aigle au sommet. Lech a décidé d’adopter cet aigle blanc comme emblème de son peuple et de bâtir une forteresse autour du vieux chêne. À cause du nid d’aigle (en polonais Gniazdo), il a décidé d’appeler cet endroit Gniezdno (devenu aujourd’hui Gniezno). Ses frères l’ont laissé, Czech est parti vers le sud, Rus vers l’est.

## Histoire

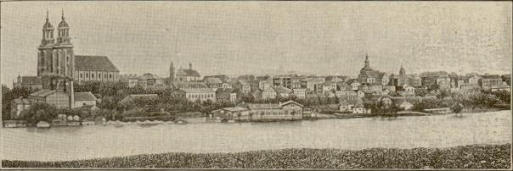
Gniezno au XIX.

Gniezno était une ville importante à l’époque de la naissance de l’État polonais. Elle a été la première capitale de la Pologne et intimement associée aux débuts du christianisme dans le pays. Elle est mentionnée dans le Dagome Iudex, le plus ancien document officiel polonais, sous le nom de Schinesge. Il est très probable que son nom original ait été Gniezdno, déformation du mot polonais gniazdo (nid).
Une première occupation humaine de la colline Panienskie (aujourd’hui la place du Marché) est attesté aux VIe – VIIe siècles. Au VIIIe siècle, la colline Lech est entourée de remparts en bois et en terre. Elle est une place forte de la tribu des Polanes. Au Xe siècle, Gniezno devient la première capitale de l’État de Gniezno. En 966, Mieszko Ier se convertit au christianisme. À la fin des années 900, Gniezno est mentionné pour la première fois dans un document officiel (Dagome Iudex).

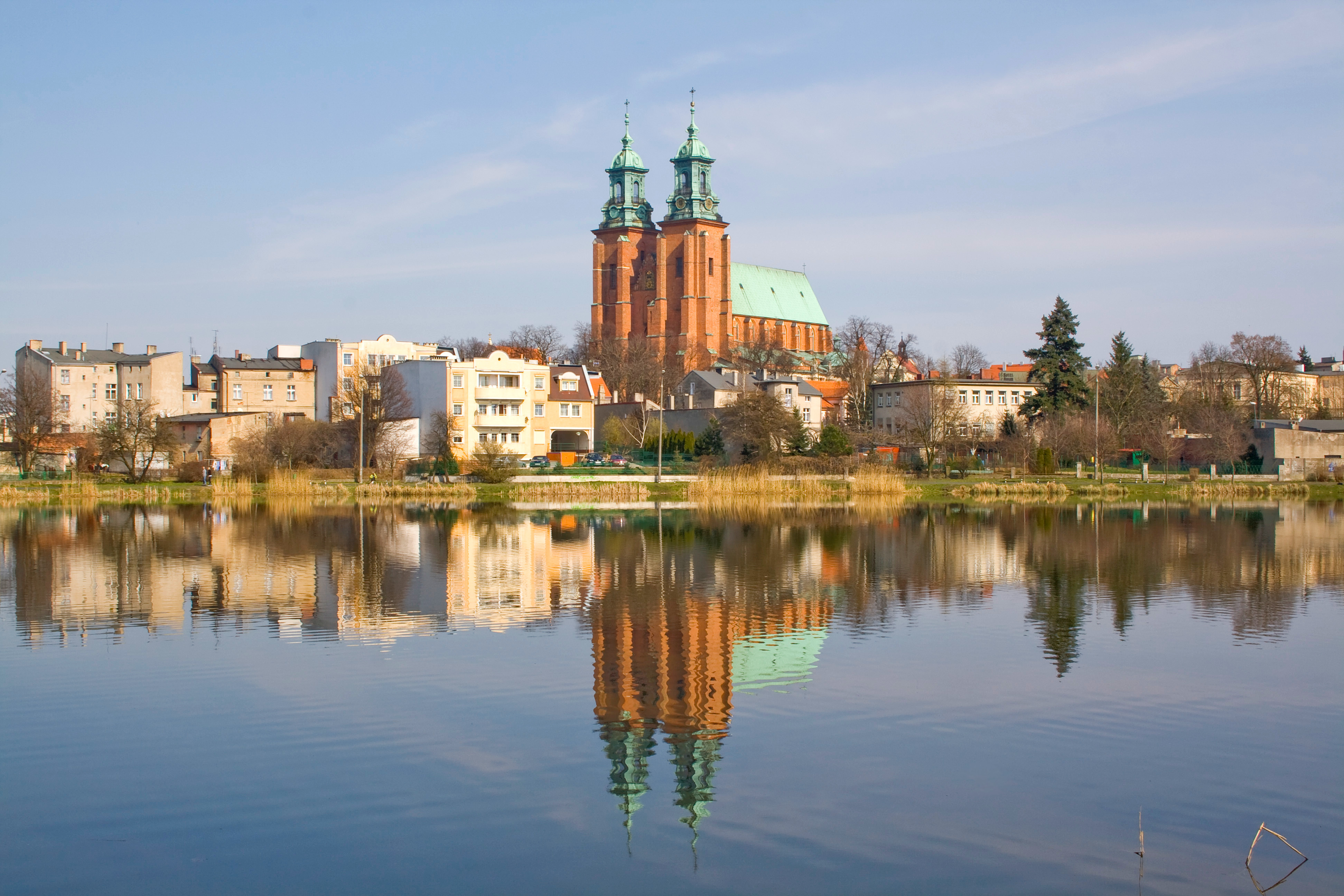
Vue de la cathédrale et de l'église de Saint-Jean-le-Baptiste.

En 997, Adalbert, en mission d’évangélisation en Prusse, est tué. Il est canonisé deux ans plus tard et inhumé dans la cathédrale de Gniezno. Radzim Gaudenty, le frère d’Adalbert, est consacré premier archevêque de Gniezno. Le synode de l’Église se tient à Gniezno en 1000 avec l’autorisation du pape Sylvestre II. Boleslas Ier le Vaillant ouvre un archidiocèse à Gniezno relevant de Rome et non des archevêchés d'Allemagne, et des évêchés à Cracovie, à Kołobrzeg et à Wrocław. Otton III du Saint-Empire se rend en pèlerinage à Gniezno, accepte la création de l’archevêché et proclame Boleslas Frater et Cooperator Imperii (Frère et collaborateur de l'Empire).
Un incendie ravage la ville et la cathédrale en 1018. Sept ans plus tard, Boleslas est couronné roi de Pologne par l’archevêque de Gniezno. En 1038, les Tchèques détruisent Gniezno et volent les reliques de saint Adalbert. Boleslas II le Généreux est couronné en 1076. Gniezno devient le siège de Mieszko III le Vieux en 1138, qui règne sur la Grande-Pologne après la partition de la Pologne décidée par son père Boleslas III Bouche-Torse. Précisément un siècle plus tard, Gniezno obtient les privilèges urbains (droit de Magdebourg).
En 1295, Przemysl II est couronné roi de Pologne, puis c'est au tour du roi de Bohême Venceslas II de se faire couronner roi de Pologne cinq ans plus tard. La cathédrale est restaurée dans le style gothique au XIVe siècle. Les archevêques de Gniezno sont élevés à la dignité de primats de Pologne en 1419. Gniezno obtient le droit de faire du commerce en 1427 et devient un centre important pour le commerce des vêtements en laine et des fourrures au XVe siècle. 
La ville est ravagée par un incendie en 1613, puis détruite par les Suédois en 1655. Gniezno est rattachée à la Prusse (deuxième partage de la Pologne) en 1793, et participe à l’insurrection de Kościuszko un ans plus tard. En 1806, elle est conquise par Napoléon, qui l'intègre au duché de Varsovie. Gniezno est reprise par la Prusse en 1815 et devient une ville du grand-duché de Posen sous le nom de Gnesen et devient le chef-lieu de l'arrondissement de Gnesen (de). Elle est ravagée par un incendie quatre ans plus tard. Une ligne ferroviaire relie Gnesen à Posen (Poznań) et à Inowrazlaw (Inowrocław) en 1872.
En 1918, à la suite du soulèvement de la Grande-Pologne contre les autorités prussiennes, Gniezno devient une ville de la Deuxième République de Pologne. Sept ans plus tard, un monument à la gloire de Boleslas Ier est élevé devant la cathédrale. La ville est occupée par l'Allemagne nazie entre 1939 et 1945. Le musée d’archéologie est créé en 1956 ; il deviendra par la suite le musée des débuts de l’État polonais. Jean-Paul II effectue un pèlerinage en 1979 sur la tombe de saint Adalbert, puis un second en 1997. Gniezno reçoit le titre de « ville de saint Adalbert » en 1994. Le comté (powiat) de Gniezno est formé en 1999 et le troisième congrès de Gniezno a lieu en 2000. 

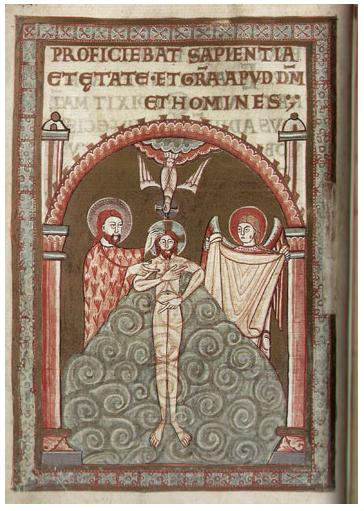
Codex Aureus Gnesnensis.

## Tourisme
La ville est un centre culturel important. Certains lieux sont incontournables :
- la colline Lech avec la basilique-cathédrale de l'Assomption de la Bienheureuse-Vierge-Marie (sarcophage de saint Adalbert de Prague, Porte de Gniezno en bronze XIIe siècle, portail gothique avec des scènes du Jugement dernier) et le musée de l’archidiocèse où sont conservés des trésors du passé de la Pologne ;
- la colline de la Vierge avec la vieille ville, les églises, les restes des remparts de la ville médiévale, le cloître et l’église Saint-Jean ;
- le musée des origines de l’État polonais, le château d’eau, les vieux cimetières.

## Économie
En plus du tourisme, la ville s’est développée industriellement depuis le XIXe siècle. Elle est aujourd’hui un centre économique important : 
- industries légères : chaussures, habillement, tannerie ;
- industries alimentaires : sucreries, meuneries, laiteries, abattoirs, etc. ;
- production de tracteurs, de machines et de systèmes d’emballage, de machines de construction.

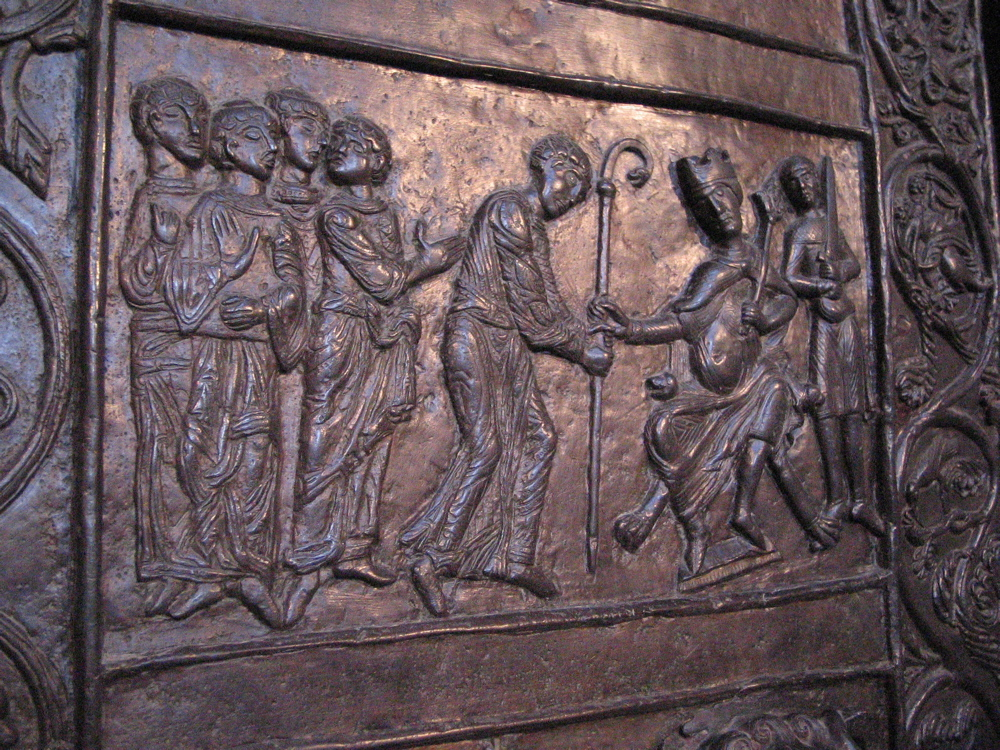
Porta Regia – porte de Gniezno.

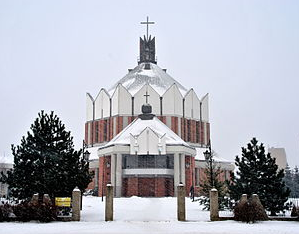
L'église Saint Radzym Gaudenty

La Toussaint dans le cimetière de la sainte croix à Gniezno. Novembre 2017.

## Marché du travail à Gniezno
Gniezno n'est pas seulement un centre touristique, mais aussi une ville aux traditions industrielles. Aux XIXe et XXe siècles, l'industrie mécanique et légère ainsi que la transformation des aliments se sont développées ici en particulier. Aujourd'hui, les entreprises de Gniezno sont des entités à capitaux polonais et étrangers, des entreprises modernes et orientées vers l'innovation de différentes tailles. Les plus grandes sociétés de production comprennent, entre autres : fabricants de piles et d'accumulateurs, de fenêtres de toit, de machines d'emballage, de composants automobiles. Les fabricants d'ascenseurs hydrauliques, de colles thermofusibles, de systèmes de cheminées et de verre décoré génèrent également de nombreux emplois. Il y a 9 013 entités de l'économie nationale enregistrées dans REGON (à fin février 2021). Y compris: 
- 8664 micro-unités (0-9 de travail),
- 266 petites entités (10-49 salariés),
- 75 entités de taille moyenne (50-249 salariés),
- 8 grands établissements (7 de 250 à 999 salariés et 1 employant au moins 1 000 personnes).

La plupart des entreprises s'occupent du commerce, de la réparation automobile, de la construction, de la transformation industrielle et des services de différents profils.

## Personnalités liées à la ville
Personnalités nées à Gniezno :
- Michał Franciszek Kwiatkowski (1883-1966), journaliste ;
- Günther Pancke (1899-1973), officier de la SS ;
- Marika Popowicz-Drapała (née en 1988), sprinteuse ;
- Arkadiusz Radomski (né en 1977), footballeur ;
- Heinz Reinefarth (1903-1979), officier de la SS.

Personnalités mortes à Gniezno :
- Boleslas Ier (967-1025), roi de Pologne de 992 à 1025 ;
- Radzim Gaudenty (v. 965-après 1018), premier archevêque de Gniezno ;
- Jan Gryfita (mort en 1167), évêque de Wrocław puis archevêque de Gniezno ;
- Wincenty Kot (1365-1448), archevêque de Gniezno ;
- Władysław Aleksander Łubieński (1703-1767), archevêque de Lwów puis de Gniezno ;
- Yolande de Pologne (1235-1298), princesse hongroise, duchesse de Grande-Pologne, religieuse clarisse et bienheureuse catholique.

## Jumelages
- Anagni (Italie) ;
- Esztergom (Hongrie) ;
- Falkenberg (Suède) (Suède) ;
- Samsun (Turquie) ;
- Saint-Malo (France) ;
- Serguiev Possad (Russie) ;
- Spire (Allemagne) depuis 1992 ;
- Radviliškis (Lituanie) ;
- Roskilde (Danemark) ;
- Uman (Ukraine) ;
- Veendam (Pays-Bas).